# Itea amoena
Itea amoena är en tvåhjärtbladig växtart som beskrevs av Woon Young Chun. Itea amoena ingår i släktet Itea och familjen Iteaceae. Inga underarter finns listade i Catalogue of Life.